# Derk Cheetwood
Derk Cheetwood (ur. 8 października 1973 w Bowling Green w Ohio) – amerykański aktor telewizyjny, najlepiej znany jako Max Giambetti, który pracuje dla szef mafii Sonny’ego Corinthosa (Maurice Benard) w operze mydlanej ABC Szpital miejski (General Hospital). 
Urodził się w Bowling Green w Ohio. Dorastał wraz z młodszym bratem Drew (ur. 14 lipca 1983). 
5 sierpnia 2006 ożenił się z Cari Costner, bratanicą Kevina Costnera, z którą ma dwie córki - Kylie Danielle (ur. 30 stycznia 2008) i Audrey Jane (ur. 14 października 2010) oraz syna Cody’ego Macleana (ur. 9 lutego 2015).

## Filmografia

### Filmy fabularne
- 1997: Wysłannik przyszłości (The Postman) jako kurier 12
- 2000: U-571 jako marynarz Herb Griggs
- 2001: Ręka Boga (Frailty) jako agent Griffin Hull

### Seriale TV
- 1996: Beverly Hills, 90210 jako gość przyjęcia
- 1997: JAG
- 1998: Ally McBeal jako Dwayne Stokes
- 2001: Trzecia planeta od Słońca (3rd Rock from the Sun) jako Junior
- 2002-2016: Szpital miejski (General Hospital) jako Maximus 'Max' Giambetti Jr.
- 2004: CSI: Kryminalne zagadki Las Vegas jako oficer Clay
- 2007: Pod osłoną nocy (Moonlight) jako Kevin
- 2009: Mentalista jako Jeb Haas
- 2014: Masters of Sex jako policjant
- 2014–2015: Ostatni okręt (The Last Ship) jako porucznik Pete Norris